# Coachella Valley
Das Coachella Valley /kō-ˈche-lə, kō-e-ˈche-lə/ ist ein Tal im südkalifornischen Riverside County, das sich auf einer Länge von 72 Kilometern von den San Bernardino Mountains bis zum Nordufer des Saltonsees erstreckt. Es liegt in der Colorado-Wüste.
Klimatisch zeichnet sich die Region durch arides, heißes Klima aus. Die Temperaturen können im Sommer in Extremfällen 50 °C überschreiten. Das Tal wird von Strängen der San-Andreas-Verwerfung durchzogen, die parallel zum Tal verläuft. Geologisch betrachtet stellt das Coachella Valley eine sedimentgefüllte Senke dar.
Die von den ersten Europäern angetroffenen Bewohner waren Shoshone sprechende Indianer, die dort Landwirtschaft auf Grundlage von Mais und Kürbis, Melone und Bohnen betrieben, und deren Nachkommen bis heute in Indianerreservaten leben. Die ersten Europäer siedelten sich an der Eisenbahnstrecke an, die ab 1876 durch das Tal verlief. Bald erhielt die Landwirtschaft auch für sie einen wichtigen Stellenwert, da verschiedene Nutzpflanzen im warmen, trockenen Klima gut wuchsen. Eine besondere Bedeutung für das Coachella-Tal hatte hierbei der Dattelanbau. Später gewann auch der Tourismus an Bedeutung, insbesondere Patienten mit Atemwegsbeschwerden wurden vom Wüstenklima angezogen. Ab Mitte des 20. Jahrhunderts wurden zahlreiche Country Clubs und Golfplätze angelegt, infolgedessen entwickelte sich das Tal zu einem Urlaubsort für die Reichen und Berühmten. Besonders bekannt ist das Anwesen Sunnylands.
Das Tal umfasst neun Städte, als Hauptort gilt Palm Springs. Einen starken Besucherzustrom bewirken das jährlich in Indio stattfindende Coachella Valley Music and Arts Festival sowie das Tennisturnier Indian Wells Masters.

## Namensherkunft
Vor Beginn des 20. Jahrhunderts war das Tal als Cahuilla Valley bekannt, nach den im Umkreis lebenden Cahuilla-Indianern. 1900 wurde im Rahmen von Kartierungsarbeiten des United States Geological Survey eine Umbenennung in Conchilla Valley (spanisch für „kleine Muschel“) vorgenommen, nach den dort vorkommenden Muschelfossilien. Vermutlich führte ein Rechtschreibfehler des letztgenannten Namens auf offiziellen Karten zur heutigen Bezeichnung Coachella Valley, welche keine direkt übersetzbare Bedeutung hat. 1909 setzte der United States Board on Geographic Names den neuen Namen fest.

## Geografie

### Maße, Lage, Umgebung

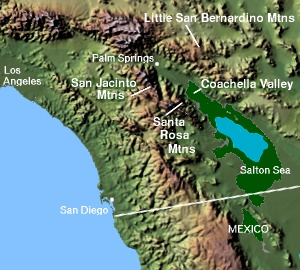
Topografische Karte des Tals und seiner Umgebung

Das 72 km lange und 24 km breite Coachella-Tal gehört zur südkalifornischen Colorado-Wüste und liegt im Einzugsgebiet des Whitewater-Flusses, der in den Saltonsee mündet. Begrenzt wird es von Gebirgszügen und einem See, nämlich im Südwesten von den Santa Rosa Mountains, im Nordwesten von den San Jacinto Mountains, im Norden von den San Bernardino Mountains, im Nordosten und Osten von den Little San Bernardino Mountains und im Südosten vom Saltonsee. Damit bildet es das obere Ende des großen Trogtals, das sich nach Südosten im Imperial Valley und schließlich dem Golf von Kalifornien fortsetzt. Die höchsten Berge in der Umgebung sind der San Jacinto Peak mit 3302 Metern und der San Gorgonio Mountain mit 3505 Metern. Im Tal selbst fallen die Höhen von 328 m in der nördlichsten Stadt Desert Hot Springs bis auf −57 m in der Gemeinde Mecca am Ufer des Saltonsees ab. Ausläufer der San-Andreas-Verwerfung reichen über den San-Gorgonio-Pass bis ins Coachella Valley.

### Geologie

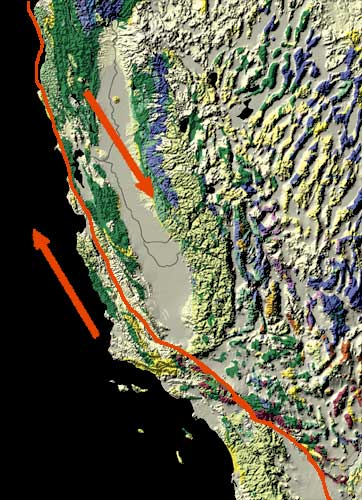
Die gegenläufigen Bewegungen der großen tektonischen Platten, der Pazifischen und der Nordamerikanischen Platte

Das Coachella-Tal ist eine von Sedimenten gefüllte Senke. Das Tal, das zum Nordteil des Schwemmlands gehört, das sich südostwärts vom San-Gorgonio-Pass bis zum Nordende des Saltonsees erstreckt (Salton Trough), wird durch mehrere Stränge der San-Andreas-Verwerfung durchzogen und ist von Sand- und Kieshügeln gesprenkelt, zwischen denen sich erodiertes Material aus den Gebirgszügen abgelagert hat. Die Hügel und die besagten Stränge haben wohl ihre Ursache in den von der Spalte, die parallel zum Tal entlang des Westhangs der San-Bernardino-Berge verläuft, in den letzten Jahrmillionen ausgelösten Bewegungen. Die Berge sind wiederum das Resultat von stark gehobenem Batholith. Dieser südkalifornische Batholith besteht wiederum aus großen Mengen von Granit, die über zehn Millionen Jahre lang als Plutone aufgestiegen sind. Solche Plutone entstehen, wenn schmelzflüssiges Magma aus 5 bis 10 km tiefen Schichten in bereits verfestigte, höher gelegene Schichten eindringt und dort langsam erstarrt. Die dabei entstehenden Gesteine heißen Plutonite. Wenn es sich dabei um große, meist aus stockartigen Teilplutonen zusammengesetzte Körper handelt, spricht man von Batholith.
Sedimente speichern das Grundwasser der Region, doch ist dieses Wasserreservoir wenig erforscht, was angesichts der zunehmenden Bevölkerung und der starken geologischen Veränderlichkeit hohe Risiken birgt. Neben diesen Veränderungen führten die geologischen Bewegungen auch dazu, dass der Mission Creek und der Whitewater River immer wieder den Saltonsee füllten, aber auch den seit dem 17. Jahrhundert trockenen Lake Coahuila.
Die durch die San-Andreas-Verwerfung ausgelösten Faltungen brachten im Nordwesten am San-Gorgonio-Pass und unter Umgehung der San-Bernardino-Berge mehrere kuppelartig emporgetragene Quartärsedimentlagen an die Oberfläche.

### Größte Siedlungen
| Stadt              | Einwohnerzahl (2010) | Fläche      | Höhe  | mittleres Haushaltseinkommen (2010) | Erhalt des Stadtrechts (Inkorporation) |
| ------------------ | -------------------- | ----------- | ----- | ----------------------------------- | -------------------------------------- |
| Cathedral City     | 51.200               | 56,349 km²  | 100 m | 45.088 $                            | 1981                                   |
| Coachella          | 40.704               | 74,981 km²  | −21 m | 43.357 $                            | 1946                                   |
| Desert Hot Springs | 25.938               | 61,233 km²  | 328 m | 34.606 $                            | 1963                                   |
| Indian Wells       | 4.958                | 37,790 km²  | 27 m  | 111.078 $                           | 1967                                   |
| Indio              | 76.036               | 75,600 km²  | −4 m  | 52.199 $                            | 1930                                   |
| La Quinta          | 37.467               | 92,078 km²  | 41 m  | 77.790 $                            | 1982                                   |
| Palm Desert        | 48.445               | 69,966 km²  | 67 m  | 53.940 $                            | 1973                                   |
| Palm Springs       | 44.552               | 245,984 km² | 146 m | 45.989 $                            | 1938                                   |
| Rancho Mirage      | 17.218               | 64,326 km²  | 83 m  | 76.261 $                            | 1973                                   |

Census-designated places im Coachella Valley sind Bermuda Dunes, Desert Edge, Desert Palms, Garnet, Indio Hills, Mecca, North Shore, Sky Valley, Thermal, Thousand Palms und Vista Santa Rosa.

### Klima
Das Coachella Valley ist geprägt von aridem, heißem Klima.
Im Winter fallen die Temperaturen gelegentlich unter 0  °C, im Sommer steigen sie mitunter über 50  °C an. Die durchschnittliche Jahrestemperatur beträgt ungefähr 23  °C. Circa 300 Tage im Jahr sind frostfrei, sodass einige Nutzpflanzen das ganze Jahr über gut gedeihen.
Regen ist mit jährlich 50 bis gut 100 mm rar. Am meisten Niederschlag fällt im Winter, jedoch kann es auch Mitte des Sommers zu starken Regenfällen kommen, die Überschwemmungen und Erosion zur Folge haben können.
In einigen Bereichen des Tals treten saisonale Winde auf, besonders im späten Frühjahr sind Stürme häufig. Der mitgetragene Staub kann die Luftqualität verschlechtern und die Gesundheit beeinträchtigen.
|                       | Jan  | Feb  | Mär  | Apr  | Mai  | Jun  | Jul  | Aug  | Sep  | Okt  | Nov  | Dez  |   |       |
| Mittl. Tagesmax. (°C) | 20,9 | 23,2 | 26,3 | 30,4 | 34,7 | 39,4 | 42,3 | 41,6 | 38,7 | 33,0 | 25,9 | 21,0 | ⌀ | 31,5  |
| Mittl. Tagesmin. (°C) | 5,7  | 7,6  | 9,3  | 12,3 | 15,8 | 19,4 | 24,0 | 23,5 | 20,1 | 15,2 | 9,6  | 5,7  | ⌀ | 14,1  |
|                       |      |      |      |      |      |      |      |      |      |      |      |      |   |       |
| Niederschlag (mm)     | 28,7 | 25,4 | 14,7 | 4,6  | 1,3  | 1,3  | 5,1  | 6,9  | 7,4  | 7,4  | 10,7 | 25,7 | Σ | 139,2 |

| 5,7 |

| 7,6 |

| 9,3 |

| 12,3 |

| 15,8 |

| 19,4 |

| 24,0 |

| 23,5 |

| 20,1 |

| 15,2 |

| 9,6 |

| 5,7 |

| 5,7 |

| 7,6 |

| 9,3 |

| 12,3 |

| 15,8 |

| 19,4 |

| 24,0 |

| 23,5 |

| 20,1 |

| 15,2 |

| 9,6 |

| 5,7 |

|                       | Jan  | Feb  | Mär  | Apr  | Mai  | Jun  | Jul  | Aug  | Sep  | Okt  | Nov  | Dez  |   |      |
| Mittl. Tagesmax. (°C) | 21,6 | 23,7 | 26,6 | 30,3 | 34,4 | 39,2 | 41,5 | 40,8 | 38,4 | 32,9 | 25,9 | 21,5 | ⌀ | 31,4 |
| Mittl. Tagesmin. (°C) | 3,6  | 5,9  | 9,1  | 12,8 | 17,1 | 20,7 | 24,3 | 24,0 | 20,3 | 14,1 | 7,1  | 3,2  | ⌀ | 13,6 |
|                       |      |      |      |      |      |      |      |      |      |      |      |      |   |      |
| Niederschlag (mm)     | 13,2 | 12,7 | 8,1  | 1,8  | 1,0  | 0,3  | 4,3  | 6,9  | 8,1  | 3,8  | 7,1  | 7,9  | Σ | 75,2 |

| 3,6 |

| 5,9 |

| 9,1 |

| 12,8 |

| 17,1 |

| 20,7 |

| 24,3 |

| 24,0 |

| 20,3 |

| 14,1 |

| 7,1 |

| 3,2 |

| 3,6 |

| 5,9 |

| 9,1 |

| 12,8 |

| 17,1 |

| 20,7 |

| 24,3 |

| 24,0 |

| 20,3 |

| 14,1 |

| 7,1 |

| 3,2 |

## Geschichte

### Erste Besiedlung, Shoshone
Die Nachfahren der spätestens um 500 eingewanderten Shoshone-Sprecher im Tal, die Cahuilla, nennen sich selbst Iviatim. Sie leben in verschiedenen Indianerreservaten. Die Desert Cahuilla leben in Agua Caliente, Torres Martinez und Cabazon, die Mountain Cahuilla in Santa Rosa und Cahuilla, die Pass Cahuilla in der Morongo Reservation.
Die älteste archäologisch greifbare Kultur in Südkalifornien ist der San Dieguito Complex, der von 9000 bis 5000 v. Chr. reicht. Dieser folgt der Amargosa Complex bis etwa zur Zeitenwende, dann bis etwa 500 Basketmaker III und Pueblo II. Danach lassen sich Yuman- und Shoshone-Gruppen identifizieren (bis 1500), denen Paiute und Mojave folgten. Die frühen Komplexe werden nach den häufigsten Fundstücken, nämlich Projektilspitzen benannt, was jedoch keineswegs mit der grundlegenden Veränderung der jeweiligen Kulturen in Verbindung steht, wie man zeitweise anhand des Auftauchens von Keramik oder von Pfeil und Bogen, die sich ab etwa 500 nachweisen lassen, glaubte belegen zu können.
Das Coachella-Tal ist seit der „archaischen Periode“ bewohnt, die hier um 1000 mit der Einführung von Keramik endete, eine Kulturtechnik, die sich über den Colorado ausbreitete. Sie ist häufig mit der Einführung der Landwirtschaft verbunden, jedoch nicht im Coachella-Tal, in dem keinerlei kulturelle Brüche mit der Einführung dieser neuen Technik erkennbar sind. Daher wird sie auch, um Verwechslungen mit der sehr viel weiter zurückliegenden Archaischen Periode zu vermeiden, als Prä-keramische Periode oder als Desert Archaic bezeichnet. In dieser wüsten-archaischen Periode, so wurde lange angenommen, ernährten sich die nomadisch lebenden Menschen von dem, was sich ihnen bot (Opportunisten). Inzwischen ist klar, dass Fernhandel mit dem vulkanischen, glasartigen Obsidian und mit Schmuck bestand, es bestanden dauerhafte Dörfer, deren Umland in weitem Umkreis systematisch für das Überleben genutzt wurde.
Vielleicht ab 500 v. Chr. wurden die Toten nicht mehr beigesetzt, sondern verbrannt. Linguistische Untersuchungen deuten darauf hin, dass Shoshone-Sprecher zwischen 1000 v. Chr. und 500 n. Chr. aus dem Großen Becken in das Tal einwanderten; aus dieser Sprache ging das Takic hervor, die Hauptsprache in historischer Zeit.
Um 1000 kam es zu einer Klimaerwärmung, die zur Ausdehnung von Wüsten und zur Abwanderung großer Teile der Bevölkerung Richtung Küste führte. Zu einem ähnlichen Vorgang kam es um 1500, als die Bewohner in die östlich angrenzenden Berge zogen. Aus der mündlichen Überlieferung finden sich Hinweise sowohl auf den See als auch auf die Berge als Wohngebiet.
Die archäologische Fundstätte CA-RIV-64/H ließ sich mit aus mündlichen Überlieferungen bekannten Cahuilla-Dorf Kavindish identifizieren. Eine zweite Fundstätte, CA-RIV-3013, fand sich weiter nordöstlich im Gebiet der Stadt La Quinta, das auf einer über 17 m hohen Düne oberhalb eines heute nicht mehr vorhandenen Sees lag, dem Ancient Lake Cahuilla (auch Lake LaConte oder Blake′s Sea genannt). Dieser See entstand in unregelmäßigen Abständen, wenn der Colorado River sein Bett in die 290 km lange Salton Trough verlegte, statt direkt in den Golf zu münden. Dementsprechend lebten die Bewohner, solange der Fluss nicht wieder seinen Lauf verlegte, von Fischen wie dem Pazifischen Frauenfisch (Elops affinis), der Saugkarpfenart Xyrauchen texanus, dem heute fast ausgestorbenen Bonytail Chub (Gila elegans) und Großkopfmeeräschen (Mugil cephalus), dazu Muscheln, von denen ein großer Abfallhügel zeugt. An den beiden Fundstätten entdeckte man über 1.200 Perlen, von denen 95 % aus den Häusern der Schneckenart Olivella gefertigt wurden. Hinzu kommen Muschelanhänger der Meeresschneckenart Haliotis cracherodii (Black Abalone). Sie ließen sich auf die Zeit zwischen 1430 und 1950 datieren.
Zuletzt war der See zwischen 1650 und 1680 gefüllt, davor war er zuletzt im 16. Jahrhundert ausgetrocknet. Dieser Wechsel zwang den Indianern einen jeweils völlig anderen Lebensstil auf, nämlich den von Fischern einerseits und Wüstenbewohnern andererseits.
Die Indianer errichteten in mehreren Canyons Lager und Dörfer, von denen Felsmalereien, Grubenhäuser, Bewässerungsgräben, Dämme, Speicherseen, Pfade und Orte zur Lebensmittelverarbeitung zeugen. Sie nutzten die dortigen Wasservorkommen ebenso wie natürliche Palmwälder und heiße Quellen. Es gelang ihnen, Melonen, Kürbisse, Bohnen und Mais zu kultivieren. Die Dörfer bildeten politische Gemeinschaften, sib genannt, die wiederum in lineages, zerfielen, die aus erweiterten Familien bestanden. Die Gesellschaft wurde in zwei Moieties, geteilt, die Wildkatze und Coyote hießen. Innerhalb dieser beiden Gruppen durfte nicht geheiratet werden. Die Dörfer waren durch Pfade miteinander verbunden, die die Bewohner mit den Gabrielino und den Chumash an der Küste und mit Stämmen in Arizona und am Colorado verbanden.

### Entdeckung durch Spanier (ab 1774)
1774 durchquerte der spanische Entdecker Juan Bautista de Anza den Los Coyotes Canyon südlich des Coachella Valleys, wobei es zu Kontakten mit den Cahuilla kam. Doch erst die Teilnehmer einer Expedition unter Führung Capitan Jose Romeros im Jahr 1823 betraten erstmals das Tal selbst. Sie waren auf der Suche nach einer Route zum Colorado River und durchquerten dabei den San-Gorgonio-Pass. Damit sollte festgestellt werden, ob der alte Cocomaricopa Trail dazu brauchbar war. Der spanische Beamte Jose Maria Estudillo beschrieb als erster die Lebensweise der Cahuilla. Sein Haus, die Casa de Estudillo, ist das älteste erhaltene Gebäude Kaliforniens. Auch die spätere amerikanische Expedition suchte diesen Pfad zu nutzen, der parallel zur heutigen Interstate 10 von Colorado bei Blythe west nordwestwärts zum Palm-Springs-Gebiet und dann westwärts zur Küste verläuft.

### US-Bundesstaat, Eisenbahnbau (1876), Indianerreservate
1846 annektierten die USA Kalifornien. 1853, drei Jahre, nachdem Kalifornien ein Bundesstaat geworden war, sandte der Kongress eine Gruppe Topografen aus, um die praktikabelste und ökonomischste Route zwischen Mississippi und Pazifischem Ozean zu finden. Der Geologe William Blake hinterließ eine Beschreibung des Tals und seiner Bewohner; auch war er der erste, der die Existenz des frühen Lake Cahuilla anhand der einstigen Ufer erkannte. 1855/56 bestanden 14 Dörfer mit etwa 3000 Einwohnern, doch bald dezimierten Pocken und Masern ihre Bevölkerung.
Die Gruppe teilte das Coachella-Tal, wie es üblich war, in ein Netz aus Planquadraten von je einer Meile Seitenlänge ein. 1862 entstand mit der Bradshaw Route, die parallel zum Cocomaricopa Trail verlief, ein erster Wagenpfad. Um einen Anreiz für den Bau einer Eisenbahnstrecke zu bieten, übertrug der Staat alle Planquadrate, die eine ungerade Zahl trugen, an die Southern Pacific Railroad und blieb selbst in Besitz der geradzahligen Planquadrate. 48 Einheiten wurden den einheimischen Agua-Caliente-Indianern zurückgegeben. 1877 wurde die Eisenbahnstrecke durch das Tal fertiggestellt und somit eine Verbindung zwischen Los Angeles und Indio geschaffen. Indio, heute die größte Stadt im Coachella Valley, war damals eine Eisenbahnersiedlung und wurde 1930 zur City erhoben. Auch die Nachbarstadt Coachella entwickelte sich aus einem Bahnhof an derselben Eisenbahnstrecke und wurde 1946 offiziell als Stadt anerkannt. Die Ansiedlungen mit ihrem Agrarland wurden dadurch ermöglicht, dass man artesische Brunnen entdeckte, die die Wasserversorgung sicherten.
Im selben Jahr, als die Eisenbahn ins Tal kam, wurde die Agua Caliente Indian Reservation eingerichtet, das 1877 und 1907 auf eine Fläche von 31.500 ha erweitert wurde. Damit wurde der Stamm zum größten Landbesitzer in Palm Springs.
Der Ort Palm Springs gewann seine ersten Einwohner nicht dank der Eisenbahn, sondern aufgrund seiner gesundheitlichen Vorzüge durch das warme, trockene Klima sowie aufgrund der guten landwirtschaftlichen Bedingungen, die durch ausreichende Wasservorkommen und fruchtbare Böden bestanden. Es wurden Grundstücke verkauft, und mittels Gräben konnte die Wasserversorgung für angebaute Nutzpflanzen wie Luzerne, Weintrauben, Getreide, Feigen, Aprikosen, Grapefruits, Orangen und Datteln gewährleistet werden. Das 1909 gegründete Desert Inn and Sanitarium wurde 1915 zu einem reinen Gastbetrieb und als solcher zum Muster für den saisonalen Urlaubsort, zu dem sich Palm Springs entwickeln sollte. Ab den späten 1920er Jahren war der Ort auch bei der Prominenz aus Hollywood beliebt, und die Stadt in der Wüste wurde während des Winters zu einem Anziehungspunkt für Filmstars und Reiche. 1938 erhielt Palm Springs das Stadtrecht.

### Bewässerung durch Wasser aus dem Colorado (ab 1948), Agrarboom
Doch um 1918 drohten die Wasservorräte zu erschöpfen. Daher wurde der Coachella Valley Water District (CVWD) gegründet und mit dem Imperial Irrigation District vereinigt, um die All-American and Coachella Canals zu bauen, die das Tal mit dem Wasser des Colorado versorgten. Dazu wurden am Fluss riesige Dämme angelegt, wie der Boulder, später Hoover-Dam ab 1931. Doch bedingt durch die Weltwirtschaftskrise und den Zweiten Weltkrieg verzögerte sich der Bau des etwa 200 km langen Bauwerks bis ins Coachella-Tal bis 1948.
Sowohl vor als auch nach der Ankunft der Eisenbahn im Coachella Valley wurde das Tal mit der Außenwelt mittels Überlandrouten verbunden; so stellte etwa die aus den 1860er Jahren stammende Bradshaw Stage eine Verbindung zwischen Kalifornien und Arizona her. Ab 1915 wurde die Strecke zu einer Straße ausgebaut, die erst als Bradshaw Highway und später als California State Route 111 bekannt wurde.

### Landwirtschaft, Tourismus, Forschung

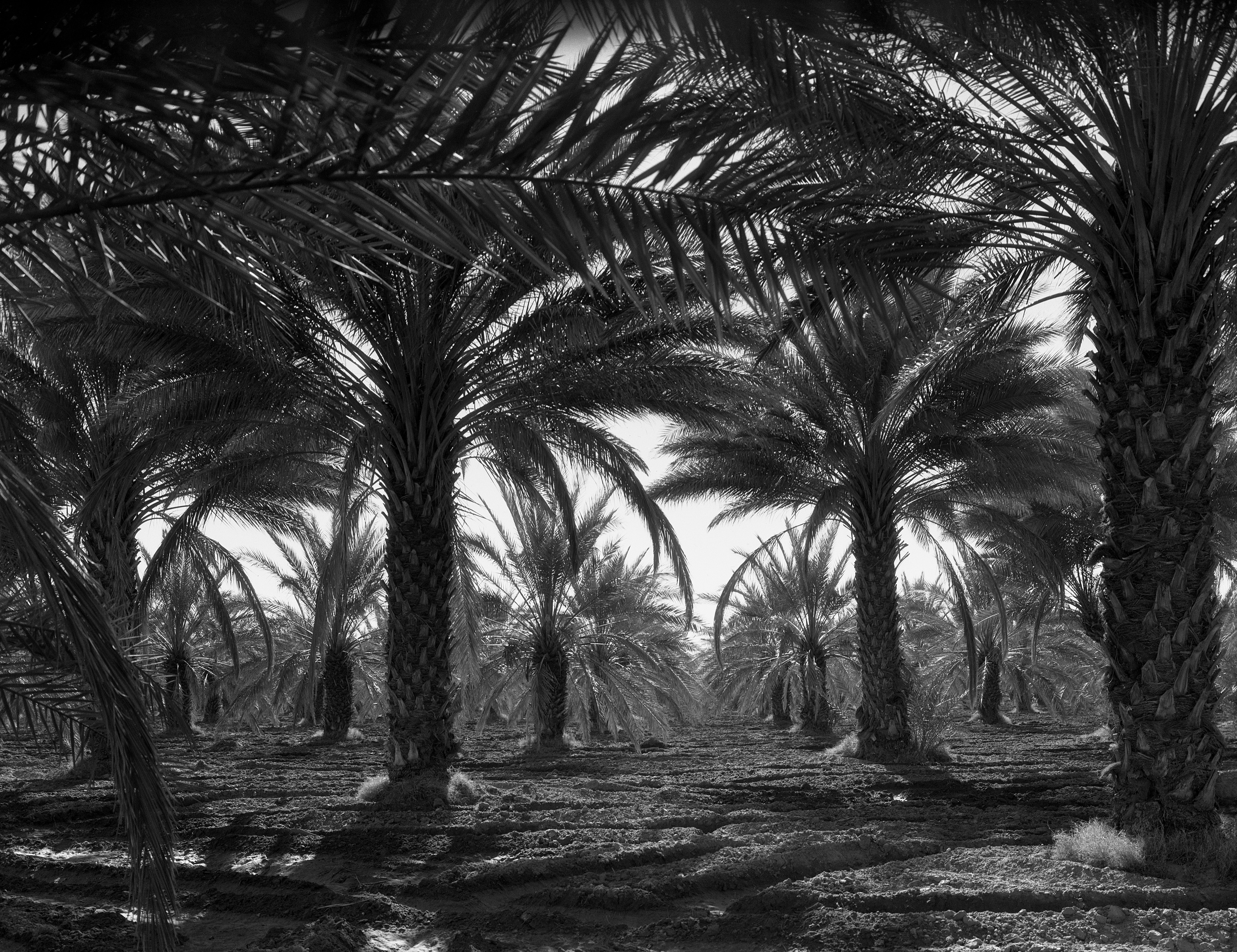
Dattelpalmen im Coachella Valley (1937)

Die Berichte des Geologen William P. Blake, einem Mitglied der Erkundungsgruppe von 1853, priesen das warme Klima und den Wüstenboden wegen seiner natürlichen Grundwasserleiter. Besonders für den Dattelanbau schien das Coachella Valley geeignet. Die Regierung warb mit kostenlosen Dattelsamen für den Anbau in der Region, und schon bald wurde die Landschaft durch Dattelpalmen geprägt.
Einer der ersten touristischen Anziehungspunkte der Wüste war der gesundheitliche Nutzen durch das warme, trockene Klima für Patienten mit Atemwegsbeschwerden. Sanatorien und andere Einrichtungen wurden im ganzen Südwesten Amerikas gegründet, darunter auch im Coachella Valley.
1951 wurde in Rancho Mirage der erste 18-Loch-Golfplatz im Großraum Palm Springs auf dem Gelände des Thunderbird Country Clubs eröffnet. Ein Jahr später entstand auch der Tamarisk Country Club, der viele Mitglieder eines anderen Country Clubs aus Los Angeles anzog. Die Anlagen wurden mithilfe von Berühmtheiten aus Hollywood finanziert. Nachdem die beiden Country Clubs anfangs vor allem die vermögende Gesellschaft anzogen, legten sie später den Fokus auf das Ausrichten von Golfturnieren wie dem Ryder Cup.
Die Bauarbeiten an dem Anwesen Sunnylands begannen 1963. Die  Villa von Walter Annenberg und seiner Frau hat im Lauf der Jahre viele Prominente und Träger öffentlicher Ämter beherbergt, darunter mehrere US-Präsidenten und Mitglieder der Britischen Königsfamilie.
1999 fand erstmals das Coachella Valley Music and Arts Festival statt, das seitdem in jedem April veranstaltet wird. Ein Jahr später wurde in Indian Wells der Indian Wells Tennis Garden eröffnet. Jährlich wird hier mit dem Indian Wells Masters das fünftgrößte Tennisturnier der Welt ausgetragen.
Schon in den 1920er Jahren hatte Malcolm Rogers vom San Diego Museum of Man begonnen, archäologische Untersuchungen anzustellen, vor allem im Gebiet um den Lake Cahuilla. In den 40er Jahren setzte A. E. Treganza von der University of California diese Arbeiten fort. Er entdeckte Wehre am Westufer des Sees, die heute den Kern des Fish Traps National Register District bilden. Ab den 1960er Jahren wurden intensive Untersuchungen durch die University of California unter Leitung von P.J. Wilke angestellt. Inzwischen wurden etwa 300 Fundstellen registriert. Dabei wurden, entsprechend den staatlichen Vorgaben, die Indianer mit einbezogen. Im Jahr 2000 wurden 1.176 von ihnen gezählt. 2002 wurde der Palm Desert Campus als Zweigstelle der California State University eingerichtet.

## Bevölkerung

### Entwicklung
Die Städte des Coachella Valleys haben in den letzten Jahrzehnten ein deutliches Bevölkerungswachstum erlebt und sich von kleinen Ansiedlungen zu Städten entwickelt, so war schon bei der Volkszählung 1990 kaum noch Landbevölkerung vorhanden. Die nördlichste Stadt Desert Hot Springs hatte bei der Volkszählung 1970 nur 2738 Einwohner, im Jahr 1990 bereits 11.668 und bei der letzten Volkszählung 2010 25.938 Einwohner. Indian Wells konnte seine Bevölkerung von 760 im Jahr 1970 auf 4.958 im Jahr 2010 erhöhen.
La Quinta erreichte speziell in der jüngeren Zeit einen starken Bevölkerungsanstieg. Erst 1982 erhielt der Ort das Stadtrecht. Im Jahr 1990 betrug die Einwohnerzahl 11.215, schon zwanzig Jahre später lag sie mit 37.467 mehr als dreimal so hoch. Im Gegensatz hierzu steht Palm Springs: Es hatte 1990 bereits 40.181 Einwohner, bei der Volkszählung 2010 waren es nur gut 4.000 Einwohner mehr.

### Religion

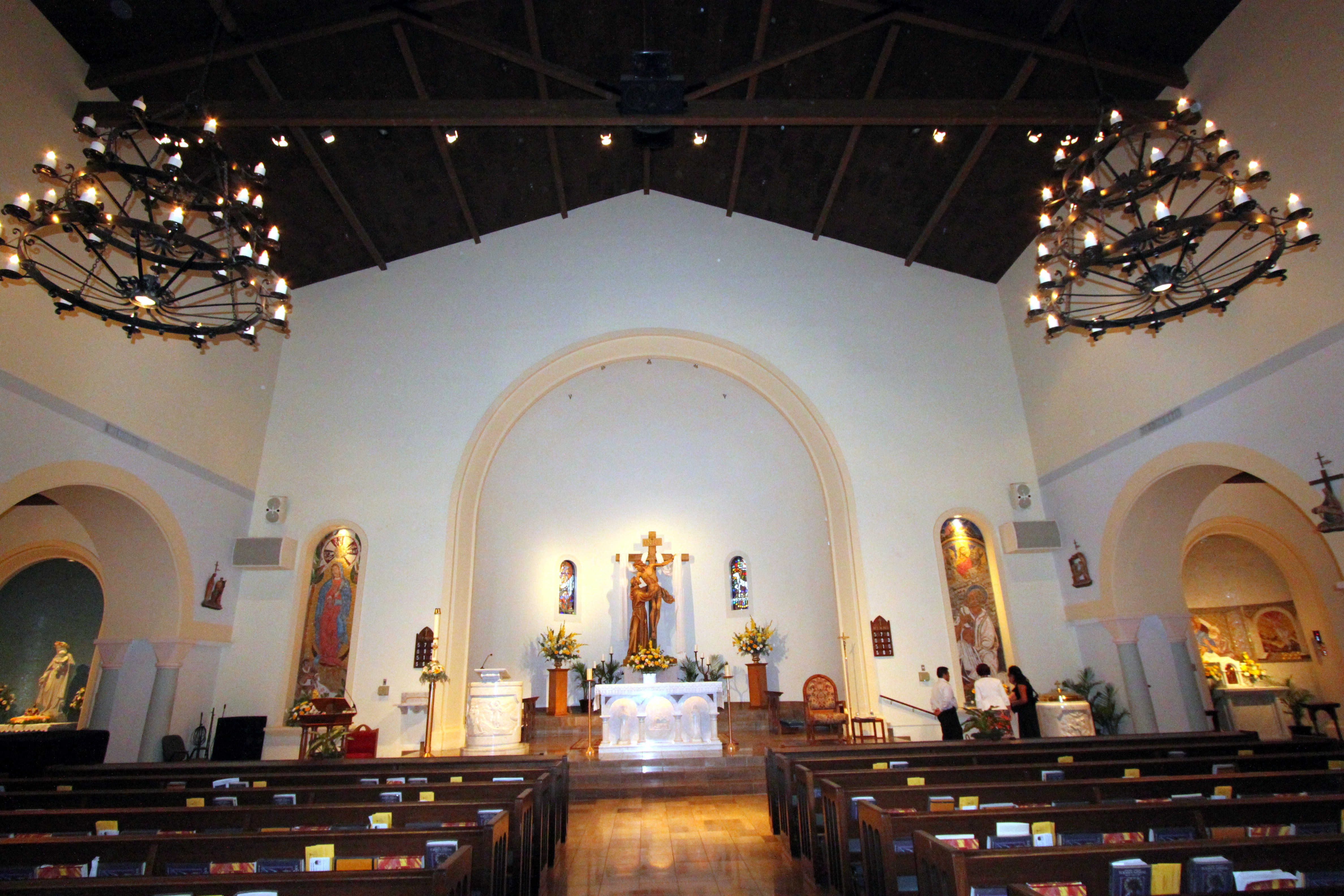
Katholische Kirche St. Franz von Assisi in La Quinta

Im Coachella Valley gibt es mehrere römisch-katholische Gemeinden, die alle dem Bistum San Bernardino angehören. Des Weiteren besteht eine mormonische Kirche in Palm Desert.
Es existiert außerdem eine jüdische Gemeinde. Ihren Schätzungen zufolge leben im Tal über 20.000 Juden.

### Hispanics
Der Anteil von Hispanics an der Gesamtbevölkerung ist im Coachella Valley außergewöhnlich hoch, laut Angaben der Hispanics selbst liegt er bei 46 Prozent, was insgesamt 150.000 Hispanics im Tal entspräche. In Indio, mit 76.036 Einwohnern die größte Stadt des Tals, lebten bei der Volkszählung 2010 insgesamt 51.540 Hispanics. Dies ergibt einen Anteil von 67,8 Prozent an der Stadtbevölkerung. Mit 48.095 Einwohnern mexikanischer Abstammung beziehungsweise 63,3 Prozent der Gesamtbevölkerung sind die meisten von Indios Hispanics Mexikanische Amerikaner. In der Gemeinde Mecca im Süden des Tals waren 2010 sogar 98,7 Prozent der dortigen 8577 Einwohner Hispanics.
Laut den Prognosen der Southern California Association of Governments wird der Anteil der Hispanics bis 2035 weiter steigen.

## Politik
Das Coachella Valley gehört komplett zum 28. Distrikt im Senat von Kalifornien, der momentan vom Demokraten Ted W. Lieu vertreten wird. In der California State Assembly ist das Tal in die 42. und 56. Distrikte eingeteilt, die vom Republikaner Brian Nestande beziehungsweise dem Demokraten V. Manuel Pérez vertreten werden. Auf Bundesebene gehört das Coachella Valley Kaliforniens 36. Kongresswahlbezirk an, der einen Cook Partisan Voting Index von R+1 hat und vom Demokraten Raul Ruiz vertreten wird.
Die politische Einstellung der Bevölkerung ist nicht einheitlich. Während in Cathedral City, Desert Hot Springs, Indian Wells, La Quinta, Palm Desert und Rancho Mirage mehr Einwohner Mitglied der Republikanischen Partei als der Demokratischen Partei sind, überwiegt in Coachella, Indio und Palm Springs der Anteil der Demokraten. Insgesamt sind 61.460 Einwohner des Coachella Valleys Republikaner, 56.461 Demokraten, 2722 American Independent und 329 Grüne (Stand: 2009).

## Kultur und Sehenswürdigkeiten

### Freizeit und Erholung
Mit über 70 Golfplätzen im ganzen Tal fällt dem Golfsport eine besondere Bedeutung zu. 20 der Plätze gelten als Weltklasse. Das Coachella Valley wird mittlerweile als Westküstenversion der berühmten Golfregion Myrtle Beach in South Carolina bezeichnet. In La Quinta findet die Humana Challenge statt, ein Turnier der PGA Tour. Das Lifestyle-Magazin Robb Reports hat La Quinta als bedeutendstes Golfgebiet der Vereinigten Staaten eingeschätzt.
Die Palm Springs Aerial Tramway verbindet Palm Springs mit dem San Jacinto Peak. Die Talstation liegt auf 806 Metern Höhe, die Bergstation auf 2596 Metern.

### Veranstaltungen

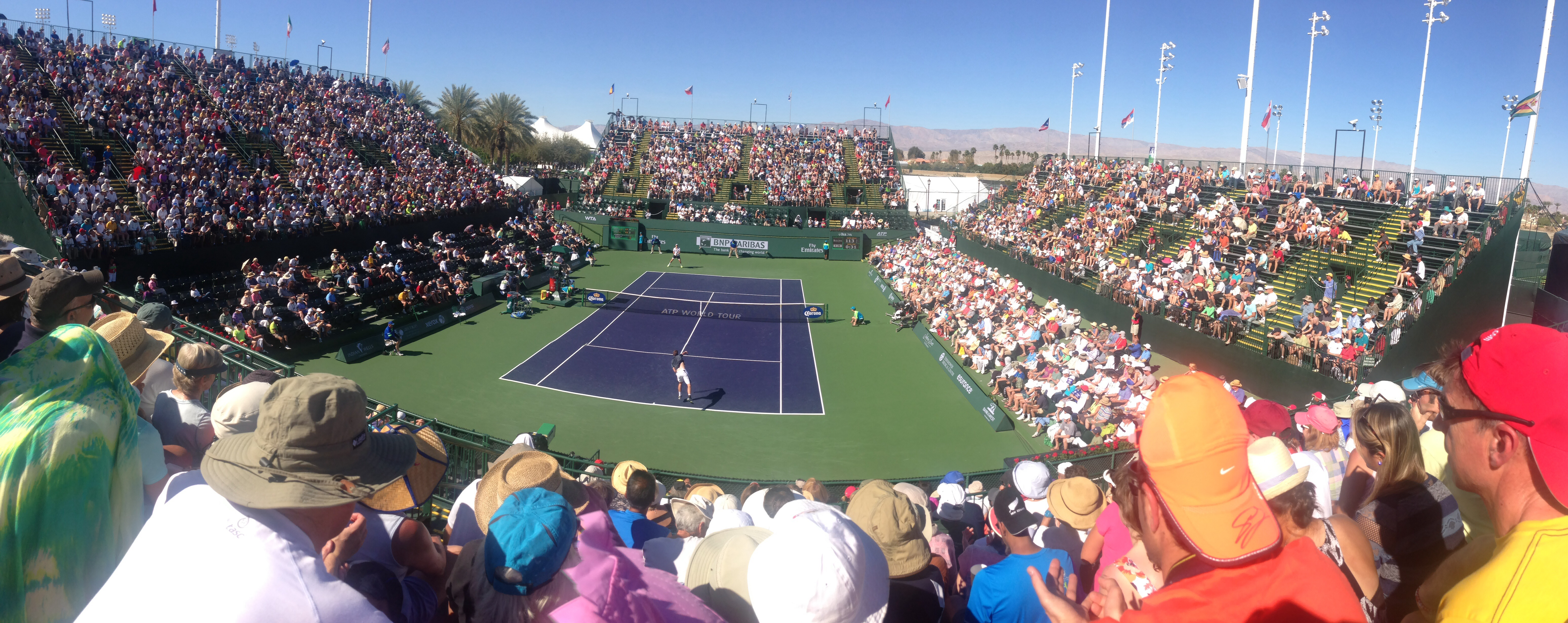
Indian Wells Masters 2013

Jedes Jahr finden in Indian Wells die Tennisturniere Indian Wells Masters und WTA Indian Wells statt. Dabei findet als Randturnier das Tie-Break-Tens-Turnier statt. Alle Erlöse aus den Ticketverkäufen und der Veranstaltung des Tie Break Tens-Turniers werden an die Champions Volunteer Foundation gespendet, die lokale Wohltätigkeitsorganisationen im gesamten Coachella Valley unterstützt.
Besonders viele Events werden in Indio veranstaltet. Besonders hervorzuheben ist hier das international bekannte Coachella Valley Music and Arts Festival. Im Jahr 2007 lag die Besucherzahl des 1999 gegründeten Fests erstmals bei über 100.000; im Jahr 2013 kostete ein Ticket zwischen 350 und 800 Dollar. Ein weiteres Fest ist das Riverside County Fair and National Date Festival.
Palm Springs ist für das jährlich durchgeführte Palm Springs International Film Festival bekannt.
Am Jacqueline Cochran Regional Airport in Thermal finden Flugshows statt.

### Sehenswürdigkeiten

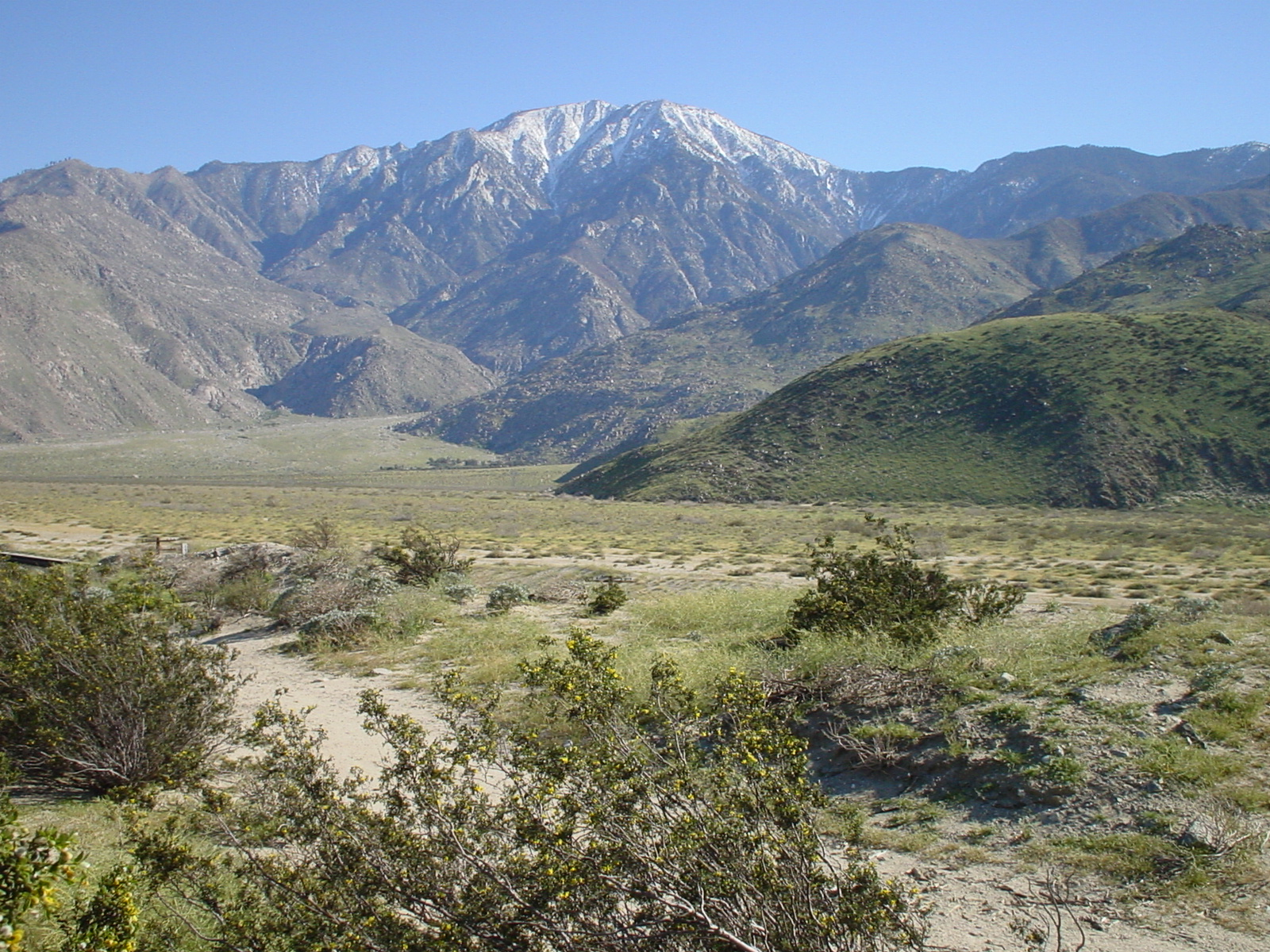
Blick von Norden auf die San Jacinto Mountains

Die Natur des Tals und seiner Umgebung kann im Joshua-Tree-Nationalpark, in den Santa Rosa und San Jacinto Mountains sowie im Snow-to-Sand National Monument erlebt werden. Des Weiteren besteht in Palm Desert der The Living Desert Zoo and Gardens, der sich Wüstentieren und -pflanzen widmet.
In Rancho Mirage liegt das Anwesen Sunnylands. Es wurde in seiner Geschichte von vielen Prominenten besucht, darunter mehreren US-Präsidenten, und verfügt seit einigen Jahren über ein Besucherzentrum.
Das Coachella Valley History Museum in Indio informiert näher über das Tal. Teil des Geländes sind unter anderem das California Date History Museum, das sich mit Dattelpalmen beschäftigt, und das alte Schulgebäude der Stadt von 1909.

## Wirtschaft und Infrastruktur

### Landwirtschaft
Die lange Vegetationsperiode, gute Bewässerungsmöglichkeiten, anspruchslose Böden und Marktnähe haben die Landwirtschaft zu einer großen Industrie im Coachella Valley gemacht. Im Jahr 2007 war eine Fläche von fast 250 km² bestellt, was einen Bruttoertrag von über 500 Millionen US-Dollar einbrachte.
Im Coachella Valley werden über 60 Arten von Obst- und Gemüsepflanzen angebaut, den Großteil machen Zitruspflanzen, Datteln, Weintrauben, Melonen, Mais, Salat, Karotten und Brokkoli aus.

### Wasserversorgung
Das Coachella Valley bezieht Wasser aus drei Quellen. Das vorhandene Grundwasser wird als Trinkwasser und für Industrie und Bewässerung verwendet. Wasser vom Colorado River wird über den Coachella Canal, einen Arm des All-American Canals, ins Tal geleitet und dort für Landwirtschaft, Aquakulturen, Golfplätze und Landschaftsbewässerung genutzt. Wiederaufbereitetes Wasser wird ebenfalls von Golfplätzen sowie zum Bewässern von Landschaft und Grünflächen verwendet.

### Verkehr

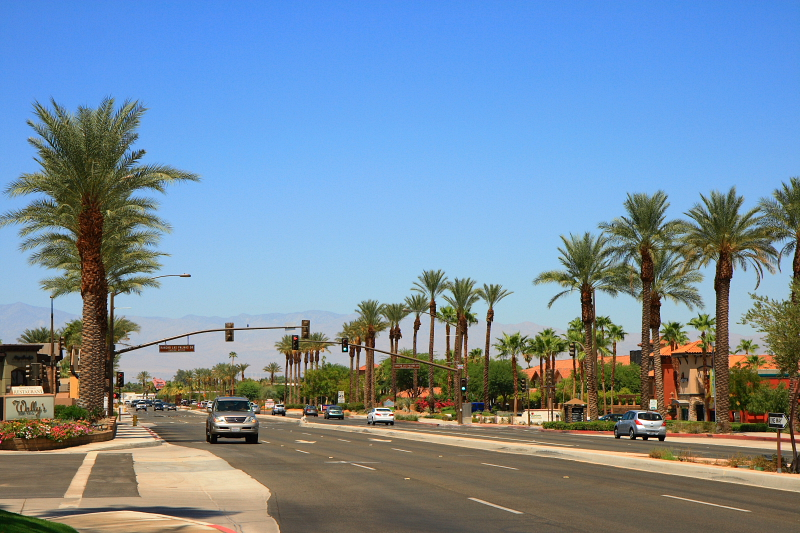
California State Route 111 in Rancho Mirage

An das amerikanische Fernverkehrsstraßensystem ist das Tal über die Interstate 10 angebunden. Die Autobahn verbindet die amerikanische Ost- und Westküste miteinander und führt dabei durch das Coachella Valley. Auch die California State Route 111 durchquert das ganze Tal. Die State Routes 62, 74, 86 und 195 beginnen oder enden jeweils im Coachella Valley.
Indio und Palm Springs besitzen Bahnhöfe, die vom Sunset Limited angefahren werden. Hierbei handelt es sich um einen Reisezug von Amtrak, der die Strecke Los Angeles – New Orleans befährt.
Über eine Buslinie des Unternehmens Greyhound Lines sind die Städte Indio und Palm Springs miteinander verbunden.
Das Tal verfügt über drei Flughäfen: Palm Springs International Airport in Palm Springs, Bermuda Dunes Airport in Bermuda Dunes und Jacqueline Cochran Regional Airport in Thermal. Der Palm Springs Airport wird von den großen Fluggesellschaften Alaska Airlines, American Airlines, Northwest Airlines und United Airlines angeflogen. Die beiden Flughäfen in Bermuda Dunes und Thermal wickeln nur Allgemeine Luftfahrt ab. Große Verkehrsflughafen im weiteren Umkreis sind der Flughafen Los Angeles-Ontario, der Los Angeles International Airport und der John Wayne Airport im Orange County.

### Bildung
Neben zahlreichen Elementary Schools und Middle Schools liegen folgende öffentlichen Highschools im Coachella Valley:
- Amistad High School
- Cathedral City High School
- Coachella Valley High School
- Desert Hot Springs High School
- Desert Mirage High School
- Horizon
- Indio High School
- La Familia Continuation High School
- La Quinta High School
- Mt. San Jacinto High School
- Nova Academy - Coachella
- Palm Desert High School
- Palm Springs High School
- Ramon Alternative Center
- Rancho Mirage High School
- Shadow Hills High School
- Summit High School
- West Shores High School

Sowohl die University of California, Riverside als auch die California State University, San Bernardino unterhalten Zweigstellen in Palm Desert.

## Flora und Fauna

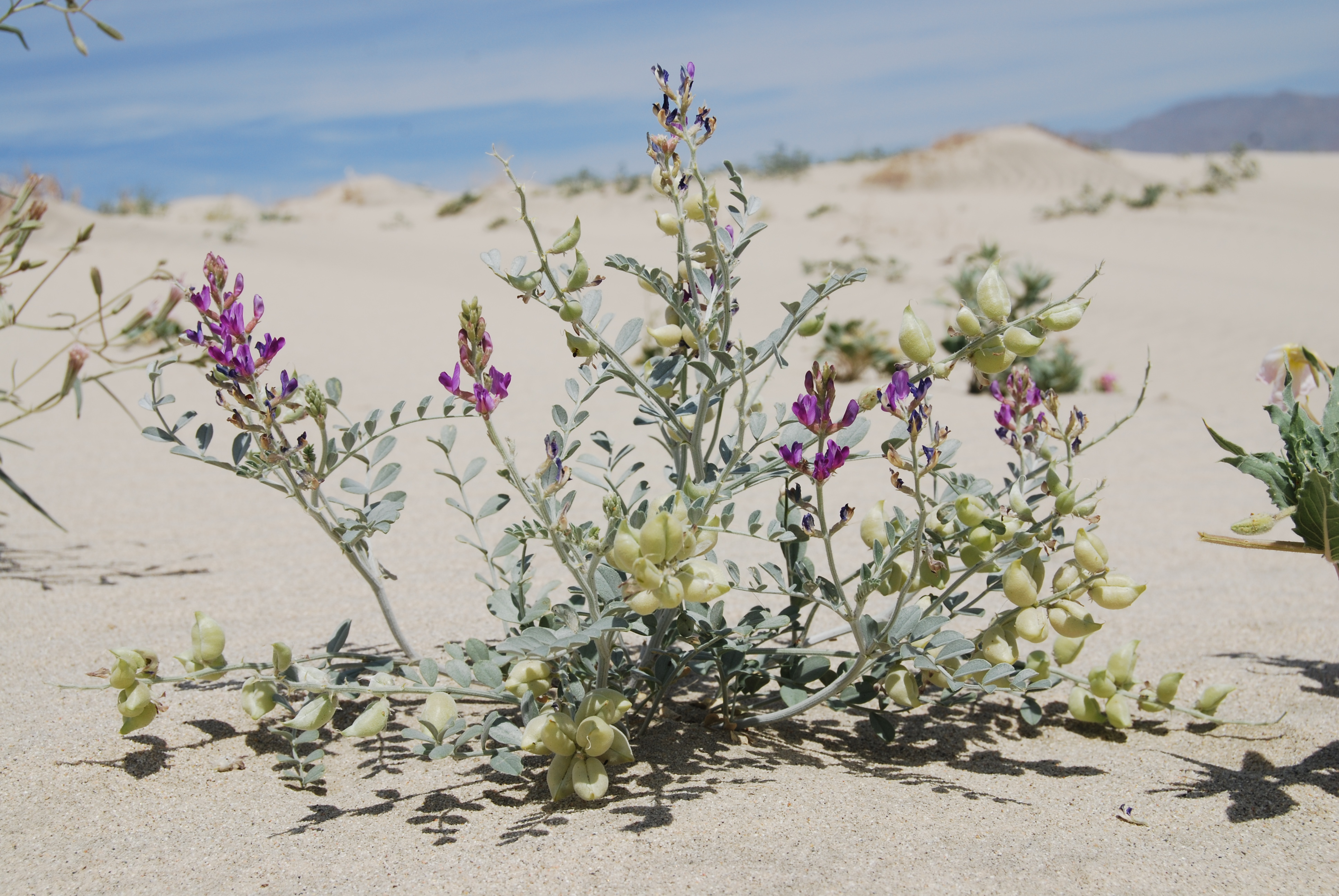
Astragalus lentiginosis var. coachellae

Die Schutzgebiete des Coachella Valleys sind Lebensraum zahlreicher Tier- und Pflanzenarten, darunter verschiedener Vögel, einheimischer Fächerpalmen wie der Kalifornischen Washingtonpalme (Washingtonia filifera), Wildblumen, Reptilien, darunter auch Klapperschlangen, und mehrerer Säugetierarten.
Besonders gefährdete und seltene Tiere sind Dinapate wrightii, eine Unterart des Bohrkäfers, die vorzugsweise auf Fächerpalmen lebt, und der nur in der Saltonsenke vorkommende Stahlblaue Wüstenfisch (Cyprinodon macularius). Eine weitere gefährdete Spezies ist Uma inornata, eine im Coachella Valley heimische Unterart der Fransenzehenleguane. Ein Beispiel für eine einheimische Pflanze ist Astragalus lentiginosis var. coachellae aus der Gattung der Traganten.